# August Eberhard Müller
August Eberhard Müller (Northeim, Baixa Saxònia, 1767 - Weimar, Turíngia, 1817) fou un compositor i organista alemany. Als vuit anys ja es feu aplaudir en concerts públics i el 1789 aconseguí la plaça d'organista de l'església de Sant Ulric de Magdeburg. Cinc anys més tard se li'n donà el mateix càrrec en la de Sant Nicolau de Leipzig, el 1800 fou nomenat adjunt de Johann Adam Hiller, director de música de l'església de Sant Tomàs, i el 1810 mestre de capella de la cort de Saxònia-Weimar. No tan sols fou un organista eminent, sinó també un pianista i un flautista distingit i un professor de primer ordre. Tingué entre ells com alumne el que després també seria un organista i compositor distingit August Mühling (1786-1847). Entre els seus treballs didàctics figuren el seu Mètode de piano (1806), una introducció a l'execució dels concerts de Mozart, un Mètode de flauta i nombrosos exercicis per a piano. A més va compondre, entre d'altres, dos concerts i cinc sonates per a piano, dues col·leccions de peces corals variades i una sonata per a orgue, un trio, sis capricis i fantasies per a piano i onze concerts per a flauta i orquestra.

## Treballs didàctics
- Mètode de piano
- Una Introducció a l'execució, dels concerts de Wolfgang Amadeus Mozart
- Mètode per a flauta
- Nombrosos exercicis per a piano
- 2 Concerts
- 5 Sonates per a piano
- 2 col·leccions de peces corals variades
- Una Sonata per a orgue
- Un Trio
- 6 Capricis i fantasies, per a piano
- 11 Concerts per a flauta i orquestra, etc.